# Fahrzeug-Ad-hoc-Netz
Ein Fahrzeug-Ad-hoc-Netzwerk (engl. Vehicular Ad Hoc Network, VANet) ist ein mobiles Ad-hoc-Netz (MANet), dessen Knoten Fahrzeuge sind. Als Knoten eines VANet werden in der Regel Kraftfahrzeuge betrachtet. Wie bei einem MANet handelt es sich um ein selbstorganisierendes und dezentrales Netzwerk. Fahrzeug-Ad-hoc-Netze sind, im Gegensatz zu MANets, lediglich Gegenstand der Forschung der Informatik. Ein etabliertes nationales oder internationales Fahrzeug-Ad-hoc-Netzwerk für die Fahrzeug-zu-Fahrzeug-Kommunikation existiert nicht.

## Netzwerkarchitektur und -charakteristik
Ein Fahrzeug-Ad-hoc-Netz besteht aus mobilen Knoten bzw. Fahrzeugen (engl. Car) und Basisstationen entlang des Straßen- bzw. Verkehrsnetzes (engl. Road-Side-Units, RSU). Eine Verbindung wird in VANets den Kommunikationspartnern entsprechend als Fahrzeug-zu-Fahrzeug-Kommunikation (engl. Car to Car, C2C) und Fahrzeug-zu-Basisstation-Kommunikation (engl. Car to Infrastructure, C2I) bezeichnet. Ein Fahrzeug-Ad-hoc-Netz wird daher in der Regel auch als Hybrid aus rein Infrastruktur-gestützter, zellulärer Kommunikation und Ad-hoc-Kommunikation betrachtet.
Ein VANet muss spezielle Anforderungen erfüllen, die sich aus seinem Einsatzgebiet ergeben und die Netzwerkcharakteristik bestimmen.
- So bewegen sich die Knoten eines VANet mit unterschiedlichen, aber im Vergleich zu typischen MANets meist sehr hohen Geschwindigkeiten. Durch diese hochdynamische Topologie ergeben sich entsprechend kurze Verbindungszeiten (langsames Fading). Bei einer durchschnittlichen Fahrzeuggeschwindigkeit von 100 Kilometer pro Stunde und einer maximalen Sende- bzw. Empfangsreichweite von beispielsweise 200 Metern kann für entgegenkommende Fahrzeuge nur für ca. 4 Sekunden eine direkte Verbindung bestehen. Konzepte für VANet-basierte Sicherheitsanwendungen sehen Fahrzeuggeschwindigkeiten bis zu 250 km/h vor.
- Wechselnde Umgebungsbedingungen führen zu einer sich ständig ändernden Signalausbreitung und zu schnellem Fading oder vollständige Abschattung. Dadurch kommt es zu häufigen Verbindungsunterbrechungen.
- Knoten (Fahrzeuge) bewegen sich in der Regel nach entsprechenden Mustern, die z. B. den örtlichen Gegebenheiten (z. B. Straßennetz, Autobahn, Einbahnstraße) unterliegen, üblichen Bewegungsmustern (z. B. Beschleunigen, Abbiegen) und kollektiven Mustern (z. B. Stau). Daraus lassen sich Informationen für die Bewegungsvorhersage treffen, die z. B. in einem entsprechenden VANet-Routingalgorithmus verwendet werden können.

## Routing
Ebenso wie ein MANet benötigt ein VANet flexible Routingalgorithmen, die von den in kabelgebundenen oder zellbasierten Systemen etablierten Verfahren, abweichen. Eine besondere Rolle spielt in einem VANet die Konvergenz des Algorithmus sowie der Umgang mit einer hochdynamischen Netzwerktopologie und asymmetrischen Verbindungen. Die sonst bei Routing in MANets typische Problematik der Energieversorgung spielt bei VANets keine wesentliche Rolle. Neben dem topologie-basierten Routing gehen geo-basierte Routing-Protokolle von der regelmäßigen Verfügbarkeit von Positionsinformationen für alle Netzwerkknoten aus. 

### Topologie-basiertes Routing
Bei Topologie-basiertem Routing in VANets unterscheidet man flaches Routing und hierarchisches Routing. Legt man dem Routingalgorithmus eine flache Netzwerkstruktur zu Grunde, wird das Netzwerk von jedem Netzknoten als eine einzige Region betrachtet. D.h. jeder Knoten leitet Daten an alle Knoten in Reichweite (seine empfangsbereiten Nachbarn) weiter. Wesentlicher Vorteil solcher flacher Routing-Protokolle ist, dass sie keine spezialisierten Netzknoten und dementsprechenden organisatorischen Mechanismen erfordern. Koordinationsmangel führt in hochdynamischen Topologien wie z. B. bei VANets jedoch zu hohen Kosten für die Pflege der Routingtabelle. Eine, streng dem Gedanken des flachen Routing folgende, vollständige Speicherung aller Teilnehmer in lokalen Routingtabellen ist, auf Grund der hohen Teilnehmerzahl, in einem VANet nicht effizient realisierbar. Daher werden flache Routing-Protokolle in VANet-Implementierungen und -Simulationen häufig nur in eingeschränkten Szenarien betrachtet. Hierarchisches Routing wirkt diesem Problem durch die Organisation von Netzknoten in Gruppen und die Aufteilung von Funktionen mittels ausgewählter Netzknoten innerhalb und außerhalb der Gruppe entgegen. Die Gruppierung erfolgt nach geographischer Nähe oder nach Empfangsqualität in expliziten Clustern, welche ebenfalls hierarchisch organisiert sein können. Jeder Cluster wir durch einen Cluster-übergreifend kommunizierenden Knoten (Clusterhead) repräsentiert.
Topologie-basierte-Routingprotokolle in VANets fallen zudem in die zwei Kategorien:
1. proaktives Routing
2. reaktives Routing.

Zudem existieren hybride Verfahren aus proaktivem und reaktivem Routing.
Viele proaktive Routing-Protokolle entstammen dem Link State (LS) Protokoll. Zu den proaktiven Routing-Protokollen in MANets zählen z. B. Dynamic Destination-Sequenced Distance-Vector (DSDV), Wireless Routing Protocol (WRP), Global State Routing (GSR), Fisheye State Routing (FSR), Topology Broadcast Based on Reverse Path Forwarding (TBRPF) oder Optimized Link State Routing (OLSR). Die Kosten von proaktivem Routing in VANets sind durch die ständige Veränderung der Routing-Tabellen-Einträge, von denen nur einige tatsächlich benutzt werden, sehr hoch. Durch das häufige Versenden von Paketen mit aktualisierter Routing-Information entsteht ein für VANets, mit typischerweise beschränkter Bandbreite, zu hoher Kommunikationsoverhead. Von den proaktiven Protokollen wird in VANet-Implementierungen in der Regel nur das hierarchische FSR betrachtet.
Zu den reaktiven Routing-Protokollen zählen z. B. Ad-hoc On-demand Distance Vector (AODV), Dynamic Source Routing (DSR), Associativity Based Routing (ABR), Lightweight Mobile Routing (LMR) und der Temporally Ordered Routing-Algorithmus (TORA). Insbesondere AODV und DSR finden sich in vielen VANet-Implementierungen wieder. Reaktive Routing-Protokolle ermitteln nur bei Bedarf (on demand) eine Route, wodurch der Kommunikationsoverhead und Verwaltungsaufwand für die Pflege der Routingtabellen reduziert wird. Dies sind wesentliche Vorteile für den Einsatz in VANets, durch die reaktive Bestimmung der Wegewahl entsteht jedoch an jedem betroffenen Knoten eine Verzögerung. Dies kann in MANets durch einen Zwischenspeicher für kürzlich ermittelte Routen kompensiert werden, lässt sich in VANets jedoch auf Grund der hochdynamischen Netzwerktopologie nicht genau so effizient umsetzen.

### Geo-unterstütztes Routing
Auf Grund der weiten Verbreitung und Verfügbarkeit von GPS Empfängern in Fahrzeugen wurden Geo-unterstützte Routing-Protokolle bei der Entwicklung von VANet-Konzepten von Beginn an fokussiert.

## Bekannte VANet-Forschungsprojekte
Im Forschungsprojekt FleetNet des deutschen Bundesministeriums für Bildung und Forschung (BMBF) wurden zwischen September 2000 und Dezember 2003 Lösungsansätze erarbeitet, um Daten über Multihop-Routen zwischen nahen Fahrzeugen auszutauschen.
Network on Wheels (NOW) ist ein ebenfalls vom BMBF unterstütztes Forschungsprojekt, das von der Daimler AG, der BMW AG, der Volkswagen AG, dem Fraunhofer-Institut für Offene Kommunikationssysteme sowie der NEC Deutschland GmbH und der Siemens AG im Jahr 2004 gegründet wurde. Ziele dieses Projekts sind die Lösung technischer Schlüsselfragen im Bereich der Kommunikationsprotokolle und Datensicherheit.
Secure Vehicular Communication (SEVECOM) ist ein von der EU finanziertes Projekt, welches zum Ziel hat, Sicherheit und Anonymität in Fahrzeugnetzwerken zu untersuchen und zu gewährleisten. Dem Projekt gehören unter anderem die Daimler AG, die Robert Bosch GmbH, die Universität Ulm, sowie Trialog als Projektkoordinator an.

## VANet-Implementierungen
- NEC Car2X Communication Stack ist eine Linux-Implementierung eines kommerziellen VANet-Stacks. Der NEC Car2X Stack unterstützt IPv4, IPv6 sowie geographisches Routing.
- U2VAS, der Universität Ulm VANet Stack (geschrieben: U2VAS) ist eine Java-Implementierung eines VANet-Stacks. U2VAS ist komplett modular aufgebaut und implementiert aktuell positionsbasiertes Routing (Multi-Hop CGGC), Visualisierung, sowie Authentizität und Authentifizierung mit Hilfe einer Public-Key-Infrastruktur (PKI).
- Das ACUp Communication Framework ist eine C++-Implementierung eines performanten VANet-Stacks für Forschungszwecke vor allem auf dem Gebiet Fahrerassistenz und aktive Sicherheit. Das modular erweiterbare Car2X Framework ermöglicht hohe Datenraten und verfügt über eine Client-API für Windows und Linux.